# Incendis forestals a la selva amazònica (2019)
Els incendis forestals de 2019 a la selva amazònica son una sèrie d'incendis que han afectat principalment la regió que es coneix com a amazonia legal de Brasil: nou estats d'aquest país: Acre, Amapá, Amazonas, Pará, Rondônia, Roraima, Tocantins, Mato Groso i Maranhão (en un 79%). així com altres parts del bioma amazònic que comparteixen els països de Brasil, Bolívia, Colòmbia, Equador, Guyana, Guaiana Francesa, Perú i Surinam, des de principis del 2019. Aquests incendis, comparats amb les xifres dels incendis anteriors del mateix període de l'any, mostren un increment alarmant en la selva amazònica des de 2019.
L'increment interanual dels incendis a la selva amazònica s'ha produït especialment als territoris de Brasil, Bolívia, Paraguai i Perú en a temporada seca tropical amazònica d'aquest any. Els incendis normalment es produeixen al voltant de l'estació seca, ja que s'utilitzen mètodes d'artigatge (tala i desbrossament) per netejar el bosc i donar pas a l'agricultura, ramaderia, industria de la fusta i la mineria, que provoquen la desforestació de la selva amazònica. Aquesta activitat és generalment il·legal en aquests estats, però l'aplicació de la protecció del medi ambient pot ser laxa. L'augment dels índexs d'incendis del 2019 ha provocat la preocupació internacional pel destí de la selva amazònica, que és el focus més gran de reservori de carboni del món, i té un paper important en el canvi climàtic global.
L'augment dels índexs d'incendis va ser denunciat per l'Instituto Nacional de Pesquisas Espaciais (INPE) del Brasil, al juny i juliol de 2019 mitjançant sistemes de monitorització per satèl·lit. Però l'impacte mundial va arribar a l'agost de 2019 quan la NASA va corroborar les troballes d'INPE. El fum dels incendis, visible a partir de les imatges de satèl·lit, va enfosquir la ciutat de São Paulo tot i estar a milers de quilòmetres de l'Amazònia. Al 29 d'agost de 2019, l'INPE va informar de més de 80.000 incendis a tot el Brasil, un augment interanual del 77% pel mateix període de seguiment, amb més de 40.000 a la zona de l'Amazones legal del Brasil (Amazônia Legal o BLA), que conté el 60% del bioma amazònic. Posteriorment, es van registrar increments similars d'incendis a Bolívia, Paraguai i Perú, amb un còmput d'incendis del 2019 a cada nació de més de 19.000, 11.000 i 6.700, respectivament, sobre el 29 d'agost de 2019. Es calcula que més de 906 mil hectàrees (2,24 × 10 ⁶ hectàrees; 9.060 km²) de bosc del bioma amazònic s'han perdut per incendis el 2019. A més de l'impacte en el clima global, els incendis van generar preocupacions ambientals per l'excés de diòxid de carboni i monòxid de carboni en les emissions dels incendis, impactes potencials sobre la biodiversitat de l'Amazònia, i amenaces per a les tribus indígenes que viuen en el bosc.

## Context
La conca amazònica, que té una mida aproximada a Austràlia, està coberta de densa vegetació que aplega uns 400.000 milions d'arbres. El bosc dens i humit proporciona "una cinquena part de l'oxigen" del planeta; emmagatzema carboni centenari i "desvia i consumeix una quantitat de calor solar desconeguda però significativa". El bosc amazònic "alimenta els sistemes a escala global", inclosos els rius atmosfèrics, ja que el 20% de l'aigua dolça del planeta flueix a través de cicles en aquesta selva tropical. Des dels anys setanta, el Brasil ha desforestat aproximadament el 20% del bosc, cosa que representa 777.204 km² (dades del 2016), una zona gairebé tan gran com Turquia. El seixanta per cent del bosc es troba en territori brasiler, mentre que el 13% es troba al Perú i el 10% a Colòmbia, amb porcions més petites a Veneçuela, Equador, Bolívia, Guyana, Surinam i Guyana.
A Brasil, l'Instituto Nacional de Pesquisas Espaciais, publica xifres de desforestació cada any. El 2015 es crea el sistema DETER ("Real-Time Deforestation Detection System"), que genera una alerta automàtica per a qualsevol neteja de més de tres hectàrees} detectada a la selva amazònica, amb una actualització setmanal de les dades. Aquest sistema compta amb una eina paral·lela "vigilància per satèl·lit de la desforestació a l'Amazones (PRODES)" que permet determinar les taxes oficials de desforestació anuals del Brasil, calculades en el sistema d'informació geogràfica mitjançant imatges d'alta resolució preses per diferents satèl·lits.

## Causes
Els incendis es produeixen de manera natural durant l'època seca de juliol i agost. Segons Euronews, els incendis forestals s'han multiplicat a mesura que l'activitat agrícola "es va estendre a la conca de l'Amazones i va fomentar la desforestació". Alguns agricultors provoquen incendis a terres líquides o il·legals amb finalitats agrícoles. A l'agost, agricultors de l'estat amazònic de Pará van publicar un anunci al diari local sobre una queimada o "dia de foc" l'agost. Poc després, el nombre d'incendis va augmentar considerablement. En els darrers anys, els "acaparadors de terres" (grileiros) han penetrat de forma il·legal en la profunditat dels boscos de "territoris indígenes del Brasil i diverses zones protegides de l'Amazones".
Científics i conservacionistes asseguren que des que el president Jair Bolsonaro, elegit a l'octubre, i que va prendre possessió del càrrec el gener del 2019, se l'ha acusat d'incentivar els exploradors forestals i els agricultors a ocupar la terra, la qual cosa.ha provocat una renovada deforestació de la selva amazònica, un augment del 88% al juny respecte al juny del 2018, segons l'INPE.

## Incendis al Brasil

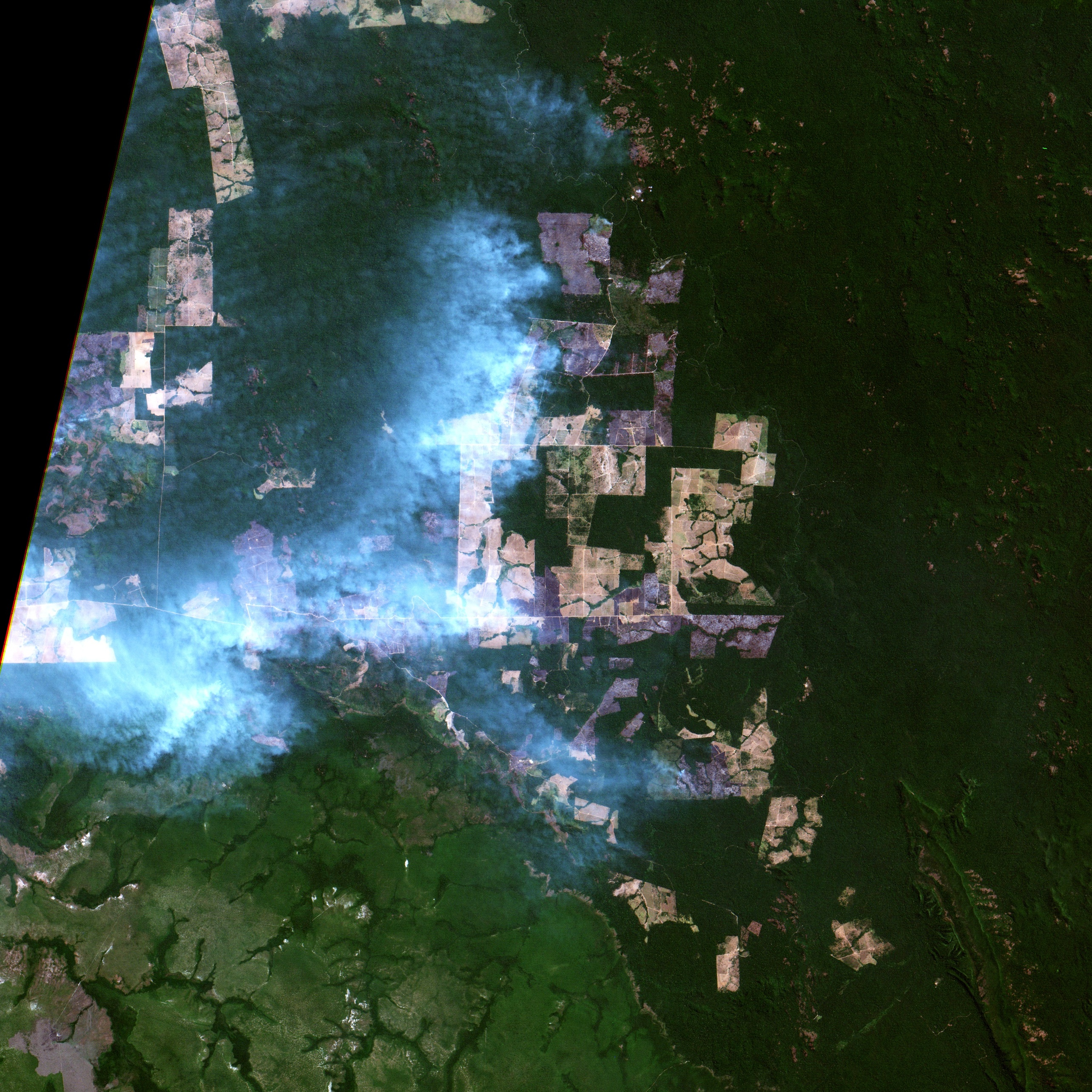
Incendis agrícoles al sud del Pará, Brasil a l'Agost del 2019.

L'INPE va alertar el govern brasiler sobre un creixement més gran del normal en el nombre d'incendis des de juny fins a agost de 2019. Els primers quatre mesos de l'any van ser més humits que la mitjana, que van desanimar els treballs d'artigatge. No obstant això, en l'inici de la temporada seca al maig del 2019, el nombre d'incendis va augmentar molt. Addicionalment, l'Administració Nacional dels Oceans i de l'Atmosfera (NOAA) va informar que, a nivell regional, les temperatures al període gener-juliol de 2019 havien estat el segon any més càlid dels seus registres. L'INPE va confirmar sobre un augment interanual del 88% en les incidències d'incendis al juny del 2019. El juliol de 2019 es va produir un augment més de la taxa de desforestació, mentre que l'INPE estimava que més de 1.345 quilòmetres quadrats (134.500 hectàrees) de terra havien estat deforestats al mes, superarant un espai proper al Gran Londres a finals d'aquest mes.
El mes d'agost de 2019 va experimentar un gran creixement del nombre d'incendis observats segons INPE. L'11 d'agost, l'estat d'Amazones havia declarat estat d'emergència. L'estat d'Acre va entrar en alerta ambiental el 16 d'agost. A principis d'agost, agricultors locals de l'estat amazònic de Pará van col·locar un anunci al diari local per demanar una queimada o “Dia de foc” el 10 d'agost de 2019, organitzant operacions de tala i crema a gran escala, tot sabent que hi havia poca possibilitat d'interferències del govern. Poc després, es va augmentar el nombre d'incendis forestals a la regió.
L'INPE va informar el 20 d'agost que havia detectat 39.194 incendis a la selva amazònica des del gener. Això suposava un augment del 77 per cent del nombre d'incendis del mateix període del 2018. No obstant això, la ONG Global Fire Emission Data Base (GFED), finançada per la NASA, mostrava el 2018 com un any d'incendis inusualment baix en comparació amb les dades històriques del 2004-2005. Anys que mostren gairebé el doble del nombre de focs comptabilitzats. L'INPE va informar que es van detectat almenys 74.155 incendis a tot el Brasil, el que representa un augment del 84 per cent respecte al mateix període del 2018. La NASA va informar a mitjans d'agost que els satèl·lits MODIS va reportar un nombre mitjà d'incendis a la regió en comparació amb les dades dels darrers 15 anys. Els números van ser per sobre de la mitjana de l'any als estats d'Amazones i Rondônia, però per sota de la mitjana de Mato Grosso i Pará. La NASA va aclarir més tard que el conjunt de dades que havien avaluat anteriorment era fins al 16 d'agost de 2019. Al 26 d'agost de 2019, la NASA incloïa imatges MODIS més recents per confirmar que el nombre d'incendis era superior al d'anys anteriors.
|                     | Nombre d'incendis detectats per INPE de l'1 de Gener fins 26 d'Agost a Brasil Files en color verd són els estats pertanyens a Amazònia Legal | Nombre d'incendis detectats per INPE de l'1 de Gener fins 26 d'Agost a Brasil Files en color verd són els estats pertanyens a Amazònia Legal | Nombre d'incendis detectats per INPE de l'1 de Gener fins 26 d'Agost a Brasil Files en color verd són els estats pertanyens a Amazònia Legal | Nombre d'incendis detectats per INPE de l'1 de Gener fins 26 d'Agost a Brasil Files en color verd són els estats pertanyens a Amazònia Legal | Nombre d'incendis detectats per INPE de l'1 de Gener fins 26 d'Agost a Brasil Files en color verd són els estats pertanyens a Amazònia Legal | Nombre d'incendis detectats per INPE de l'1 de Gener fins 26 d'Agost a Brasil Files en color verd són els estats pertanyens a Amazònia Legal | Nombre d'incendis detectats per INPE de l'1 de Gener fins 26 d'Agost a Brasil Files en color verd són els estats pertanyens a Amazònia Legal | Nombre d'incendis detectats per INPE de l'1 de Gener fins 26 d'Agost a Brasil Files en color verd són els estats pertanyens a Amazònia Legal | Nombre d'incendis detectats per INPE de l'1 de Gener fins 26 d'Agost a Brasil Files en color verd són els estats pertanyens a Amazònia Legal | Nombre d'incendis detectats per INPE de l'1 de Gener fins 26 d'Agost a Brasil Files en color verd són els estats pertanyens a Amazònia Legal | Nombre d'incendis detectats per INPE de l'1 de Gener fins 26 d'Agost a Brasil Files en color verd són els estats pertanyens a Amazònia Legal | Nombre d'incendis detectats per INPE de l'1 de Gener fins 26 d'Agost a Brasil Files en color verd són els estats pertanyens a Amazònia Legal | Nombre d'incendis detectats per INPE de l'1 de Gener fins 26 d'Agost a Brasil Files en color verd són els estats pertanyens a Amazònia Legal |
| AnyEstat            | 2013 | Diff% | 2014 | Diff% | 2015 | Diff% | 2016 | Diff% | 2017 | Diff% | 2018 | Diff% | 2019 |
| ------------------- | --- | --- | --- | --- | --- | --- | --- | --- | --- | --- | --- | --- | --- |
| Acre                | 782 | 47% | 1,150 | 43% | 1,649 | 72% | 2,846 | –57% | 1,204 | 3% | 1,246 | 134% | 2,918 |
| Alagoas             | 128 | –9% | 116 | 69% | 197 | –60% | 78 | 5% | 82 | –19% | 66 | 10% | 73 |
| Amazonas            | 1,809 | 117% | 3,927 | 13% | 4,457 | 22% | 5,475 | 4% | 5,730 | –38% | 3,508 | 117% | 7,625 |
| Amapá               | 28 | 75% | 49 | 4% | 51 | –13% | 44 | –43% | 25 | 88% | 47 | –48% | 24 |
| Bahia               | 2,226 | –26% | 1,631 | 12% | 1,836 | 42% | 2,614 | –37% | 1,634 | –21% | 1,280 | 86% | 2,383 |
| Ceará               | 281 | 12% | 316 | 14% | 361 | 36% | 493 | –57% | 209 | 84% | 385 | –15% | 327 |
| Districte Federal   | 60 | 130% | 138 | –57% | 59 | 179% | 165 | –31% | 113 | –63% | 41 | 65% | 68 |
| Espírito Santo      | 186 | –35% | 120 | 119% | 263 | 40% | 370 | –76% | 87 | 2% | 89 | 157% | 229 |
| Goiás               | 1,406 | 56% | 2,202 | –24% | 1,658 | 53% | 2,540 | –22% | 1,963 | –28% | 1,398 | 27% | 1,786 |
| Maranhão            | 4,427 | 89% | 8,375 | –1% | 8,229 | –13% | 7,135 | –29% | 5,000 | –4% | 4,760 | 17% | 5,596 |
| Minas Gerais        | 2,067 | 48% | 3,067 | –44% | 1,710 | 83% | 3,134 | –30% | 2,179 | –24% | 1,647 | 77% | 2,919 |
| Mato Grosso do Sul  | 1,421 | –28% | 1,017 | 112% | 2,165 | 14% | 2,486 | 3% | 2,583 | –54% | 1,171 | 285% | 4,510 |
| Mato Grosso         | 8,396 | 40% | 11,811 | –21% | 9,278 | 56% | 14,496 | –31% | 9,872 | –19% | 7,915 | 95% | 15,476 |
| Pará                | 3,810 | 145% | 9,347 | –6% | 8,776 | 0% | 8,704 | 25% | 10,919 | –62% | 4,068 | 164% | 10,747 |
| Paraíba             | 72 | 75% | 126 | –35% | 81 | –4% | 77 | –48% | 40 | 100% | 80 | 1% | 81 |
| Pernambuco          | 174 | –2% | 170 | 43% | 244 | –58% | 102 | 22% | 125 | –18% | 102 | 29% | 132 |
| Piauí               | 1,666 | 122% | 3,708 | –23% | 2,840 | –2% | 2,765 | –36% | 1,749 | 104% | 3,569 | –21% | 2,818 |
| Paraná              | 1,361 | –9% | 1,227 | 0% | 1,234 | 52% | 1,877 | –9% | 1,698 | –9% | 1,531 | 18% | 1,810 |
| Rio de Janeiro      | 192 | 133% | 448 | –21% | 354 | 7% | 379 | –33% | 251 | –42% | 144 | 175% | 396 |
| Rio Grande do Norte | 71 | –7% | 66 | 28% | 85 | –32% | 57 | 21% | 69 | 44% | 100 | –32% | 68 |
| Rondônia            | 817 | 266% | 2,990 | 31% | 3,934 | 10% | 4,349 | –16% | 3,624 | –37% | 2,270 | 183% | 6,441 |
| Roraima             | 951 | 85% | 1,759 | –14% | 1,499 | 136% | 3,541 | –82% | 622 | 218% | 1,982 | 132% | 4,608 |
| Rio Grande do Sul   | 890 | 69% | 1,505 | –40% | 901 | 188% | 2,601 | –37% | 1,619 | –35% | 1,039 | 95% | 2,029 |
| Santa Catarina      | 969 | –32% | 652 | 0% | 646 | 147% | 1,600 | –29% | 1,133 | –22% | 883 | 25% | 1,107 |
| Sergipe             | 155 | –56% | 68 | 122% | 151 | –53% | 71 | –4% | 68 | 11% | 76 | –18% | 62 |
| São Paulo           | 1,385 | 81% | 2,515 | –54% | 1,148 | 100% | 2,302 | –29% | 1,613 | 37% | 2,212 | –26% | 1,616 |
| Tocantins           | 4,436 | 38% | 6,132 | –16% | 5,130 | 55% | 7,962 | –31% | 5,461 | –25% | 4,047 | 59% | 6,436 |
| Total               | 40,166 | 60% | 64,632 | –8% | 58,936 | 32% | 78,263 | –23% | 59,672 | –23% | 45,656 | 80% | 82,285 |

## Impactes

### Ambientals

Imatges creades per la Sonda Infraroja Atmosfèrica (AIRS) del satèl·lit Aqua de la NASA, que mostra el monòxid de carboni generat pels incendis en las regions amazòniques de Brasil desde el 8 al 22 d'agost de 2019.

El plomall de fum dels incendis als estats de Rondônia i Amazones (més de 2.000 km al nord-est) va enfosquit el cel de la ciutat més gran del Brasil, São Paulo. El gruix dels fums van entrar en contacte amb masses d'aire fred i les cendres van ser transportades a la costa.
Les imatges per satèl·lit també han detectat grans quantitats de diòxid de carboni alliberats pels incendis i que s'estenen a països veïns, on normalment el bosc amazònic emmagatzema i converteix el diòxid de carboni en oxigen. El servei Copèrnicus de la Unió Europea que vigila la lluita contra el canvi climàtic, també va informar d'un "increment notable" en les emissions de monòxid de carboni i diòxid de carboni causats per incendis.
El Secretari General de les Nacions Unides, António Guterres, va dir: "En aquest moment de crisi climàtica global, ja no ens podem permetre perjudicar encara més una font important d'oxigen i biodiversitat".
A Bolívia, el bosc seco de Chiquitano, on es troba la Reserva Natural de Tucavaca, reserva de biodiversitat on viuen 35 espècies animals i almenys 55 espècies vegetals, totes endèmiques, està greument afectada pel foc. Aquest fet ha portat a la comunitat científica a concloure que es un fet irreversible o difícilment reparable en menys de 200 anys.

#### Faunístics
Aquests incendis han causat la mort d'un gran nombre d'animals, irrompent en els seus hàbitats naturals, alhora que s'alteraven les condicions climàtiques naturals de grans zones que havien estat boscoses.
Mazeika Sullivan, professora associada a l'Escola de Medi Ambient i Recursos Naturals de la Universitat Estatal d'Ohio, assegura que els incendis poden tenir un impacte negatiu en la vida salvatge a curt termini, ja que la selva no és adequada per a aquest tipus d'incendis extraordinaris. Els peresosos, les sargantanes, els formiguers gegants i les granotes són els animals més afectats per la seva petita mida o poca mobilitat. Les espècies endèmiques com el Milton Titi de Milton i el Tití de cap bru es troben també en perill. Les espècies aquàtiques es podrien veure afectades, a l'alteració de la composició química de l'aigua per part del foc. Els efectes a llarg termini serien més catastròfics. La destrucció de la densa coberta de la selva amazònica pels incendis exposaria els nivells més baixos de l'ecosistema, provocant la modificació el flux d'energia a la cadena alimentària.
Al sud-est de Bolívia, unes 500 espècies animals, 35 de les quals són endèmiques, estan amenaçades pel foc. El parc natural d'Otuquis, conegut per la seva biodiversitat, es troba devastat, i molts animals han mort, principalment mamífers, rèptils i cargols gegants.

### Població indígena
Els pobles indígenes del Brasil que viuen al bosc o prop d'aquest, també s'ha vist afectat pels incendis. Els representants d'aquestes poblacions autòctones van dir que els agricultors, els exploradors forestals i els miners, animats per la política del govern, van obligar-los a abandonar la seva terra, de vegades amb violència, amb mètodes equiparables al genocidi. Algunes d'aquestes tribus s'han compromès a lluitar contra aquells que es dediquen a la desforestació per protegir les seves terres.

## Respostes
L'augment de la taxa d'incendis al Brasil ha suscitat preocupacions en líders internacionals, com el president francès, Emmanuel Macron, i en les organitzacions no governamentals pel medi ambient, que han atribuït a les polítiques de lliure comerç del president brasiler Jair Bolsonaro que havien debilitat les inversions en medi ambient i fomentat la desforestació de l'Amazones, després de la presa de possessió del càrrec el gener del 2019. Bolsonaro inicialment es va mantenir incrèdul i va rebutjar les crides internacionals per prendre mesures, afirmant que la crítica era sensacionalista. Després de l'augment de la pressió de la comunitat internacional a la Cimera 45 del G7 i de l'amenaça de rebutjar l'Acord comercial Mercosur-Unió Europea, Bolsonaro va enviar més de 44.000 soldats brasilers i va destinar fons per combatre els incendis. Més tard va signar un decret per evitar aquests incendis durant un període de seixanta dies. Donald Trump oferia assistència nord-americana per combatre els incendis a l'Amazònia el 23 d'agost de 2019.
L'OTAN va declarar que "la selva tropical estava cremant a un ritme alarmant". Segons un article de Vox, entre tots els incendis forestals del 2019, inclosos els de Groenlàndia i Sibèria, els incendis de la selva amazònica són els més importants.
Altres països amazònics han estat mes receptius per ajudar i reduir la taxa d'incendis. Si bé el president bolivià, Evo Morales, va culpar les polítiques passades que fomentaven la desforestació, des de llavors, ha adoptat mesures pro actives per combatre els incendis i buscar ajuda d'altres països. A la cimera del G7, Macron va negociar amb les altres nacions per destinar 22 milions de dòlars americans per ajudes d'emergència als països amazònics afectats pels incendis.